# Paul Le Cour
Pour les articles homonymes, voir Cour.
Paul Le Cour, Lecour de son vrai nom, né à Blois le 5 avril 1871 et mort le 5 février 1954 est un écrivain, ésotériste et astrologue français.

## Biographie
Le 24 juin 1926, il fonde la Société d'études atlantéennes avec Roger Dévigne. Cette société s'exprime dans la revue les Études atlantéennes et dans des conférences à la Sorbonne ;  en 1927 il quitte la Société des études atlantéennes, et il crée l'association et la revue Atlantis en octobre de cette année. En 1937, il publie L' Ère du Verseau, qui est considéré comme l'un des textes précurseurs du mouvement « New Age », également astrologue, il était essentiellement connu dans les pays anglo-saxons.
Après la guerre, il fonde le groupe Atlantis autour de la revue du même nom (lancée en 1927), consacré à l'ésotérisme et crée un « club privé », la Pignada Atlantis sur un terrain qu’il vient d’acquérir à Arès en bordure du Bassin d’Arcachon. Auteur très prolifique, il fit paraître une trentaine d'ouvrages.

### Critiques
Féru d'occultisme, il a dénoncé la « mainmise des juifs sur la franc-maçonnerie », reprenant dans un de ses livres des éléments de biographie concernant un juif allemand très influent dans la franc-maçonnerie au XVIIIe siècle, Adam Weishaupt,. Pour cela et pour quelques autres de ses écrits Paul le Cour a été accusé d'antisémitisme. Cette accusation repose en particulier sur une lecture de son ouvrage Hellénisme et Christianisme et sur le fait que la première édition de son ouvrage L'Ère du Verseau, parue en 1937, contenait un chapitre sur les Juifs et les Chrétiens dans lequel il écrivait qu'« Un des grands événements de l’Ère du Verseau doit être logiquement la réconciliation des juifs et des chrétiens. Les premiers chrétiens et Jésus lui-même étaient juifs. [...] il y a identité entre la révélation judaïque et celle du Christ » et que ce chapitre n'a plus figuré dans la seconde édition de l'ouvrage, parue en 1940, alors que la France était sous occupation nazie. Son ouvrage sur ce sujet précède de trois ans la première mention de L'Ère du Verseau par Jung, pour qui elle devrait commencer à la fin de l'Ère des Poissons (Ère du Christianisme), alors que pour Le Cour elle devrait commencer en l'an 2160 et correspondre à une époque d'harmonie retrouvée, avec le retour sur terre du Christ et la conversion des Juifs au Christianisme.
René Guénon, continua à soutenir plusieurs controverses  avec Paul Le Cour (écrit par lui systématiquement en minuscules : « paul le cour »), sa « tête de turc, » : Paul le Cour se présentait comme l'héritier du groupe ésotérique controversé du Hiéron de Paray-le-Monial créé par  Alexis de Sarachaga au XIXe siècle. Paul le Cour pensait que le Christianisme provenait de l'Atlantide et que toute tradition spirituelle venait de l'Occident. Au fil de ses divers comptes-rendus, Guénon a par ailleurs pointé du doigt un nombre important d'erreurs factuelles contenues dans les articles publiés à la fin des années 1930 par Paul Le Cour dans la revue Atlantis, notamment l'article de janvier 1940 consacré aux Cathares, ou dans celui de novembre consacré à la Croix Rouge des Templiers, que Le Cour assimile à celle utilisée par les scouts, tandis qu'il s'agit de la Croix de Jérusalem, ou encore dans le numéro de mars 1939 sur Poséidon et la chevalerie.

## Principales publications
- A la recherche d'un Monde Perdu. L'Atlantide et ses Traditions, Leymarie Editeur 1926
- L'Ère du Verseau, Atlantis 1937
- Un sanctuaire de la protohistoire: La Crète et ses Mystères, Atlantis 1940
- Hellénisme et Christianisme, Editions Bière 1943
- Dieu et les Dieux, Editions Bière 1949
- L'Évangile ésotérique de Saint Jean, Dervy 1950
- Manifestations Posthumes, Dervy 1950
- L'Atlantide. Origine des civilisations, Dervy 1950
- Le Septième sens: l'Aisthésis, Omnium Littéraire 1952
- Saint Paul et les mystères chrétiens, Dervy 1953
- Ma vie mystique, Omnium Littéraire 1955
- L'Atlantide Atlantique, Atlantis 1971 (avec Jacques d'Arès et Doru Todericiu)